# سامسونج جالكسي إس 9
سامسونج جالكسي إس 9 وسامسونج جالكسي إس 9+ (بالإنجليزية: Samsung Galaxy S9 & S9+)‏ (وتختصر على التوالي S9 وS9+)، هي هواتف ذكية تعمل بنظام الأندرويد، تنتجها شركة سامسونج للإلكترونيات كجزء من سلسلة سامسونج جالكسي إس. وقد تم الكشف عن هذه الأجهزة في ملتقى عالم الهاتف النقال ببرشلونة في 25 فبراير 2018، كخليفة لهاتفا سامسونج جالكس إس 8 و8+.

## الإطلاق
أعلنت شركة سامسونج الكورية الجنوبية يوم الأحد 25 فبراير 2018، عن هاتفها الذكي الجديد جالكسي S9 وجالكسي S9 بلس، وذلك خلال حدث إعلاني أقامته الشركة في مدينة برشلونة الإسبانية ضمن فاعليات الملتقى العالمي للهواتف النقالة (MWC 2018)، والهاتف تم إطلاقه رسميا يوم 11 مارس، حيث ذكرت شركة سامسونج أن جالكسي S9 بلس، الذي «يوفر تجربة جديدة للتواصل من خلال كاميرا تحمل مجموعة من المميزات الجديدة الفريدة».
وعززت الشركة هاتفها الجديد جالكسي إس 9 بلس بمعالج قوي نسبيا وسماعتين ستيريو وكاميرتين خلفيتين للمرة الأولى في سلسلة جالكسي اس، هذا بالإضافة إلى ميزة (AR Emoji) وتحسينات على التصميم، وقال رئيس قسم تكنولوجيا المعلومات والأجهزة المحمولة في شركة سامسونج دي جي كوه خلال المؤتمر أن «الهواتف الذكية غيرت الطريقة التي يتواصل الناس بها ويعبرون عن أنفسهم، وأنه مع الكاميرا الجديدة في كل من جالكسي إس 9 وجالكسي إس 9 بلس، سيكون لدى المستخدمين طريقة فريدة للتواصل».

## السعر
قالت العديد من التسريبات الخاطئة أن هاتفا S9 وS9+ سيكونان أكثر تكلفة من أسلافهما، ولكن في الولايات المتحدة، ظهر أن تكلفت S9 وصلت إلى 719.99 دولار أمريكي، والـ S9+ إلى 839.99 دولار أي أقل من سعر هاتف S8.
أما في الهند، فسيكلف S9 تكاليف تبلغ 57،900 روبية هندية وتكاليف S9+ إلى أزيد من 64،900 روبية.
وفي كينيا، سعر الـ S9 هو 85،000 شيلينغ كيني و86،000 شيلينغ لـ S9+.

## التصميم
يأتي جالكسي إس 9 بلس بنفس تصميم جالكسي إس 9 والإصدار السابق جالكسي إس 8، وهو التصميم الذي يحمل شاشة (Infinty) بأقل حواف ممكنة تشغل معظم الجهة الأمامية للهاتف مع عدم وجود زر (المنزل Home)، والذي يحمل خلفية من الزجاج المحمي بطبقة من زجاج غوريلا 5 (Gorilla Glass 5) لمقاومة الخدوش والصدمات، مع وجود إطار من المعدن. وتزويد زر خاص لإطلاق المساعد الصوتي (Bixby) على الجانب الأيسر للهاتف. وسامسونج أضافت العديد من التحسينات في جالكسي إس 9 بلس أبرزها نقل مستشعر بصمات الأصابع على الجهة الخلفية أسفل الكاميرتين بدل من جوارهما، وهو المكان الأفضل للاستخدام مقارنة مع جالاكسي إس 8 بلس الذي كان بجانب الكاميرا، وعززت شركة سامسونج قدرات هاتفها الجديد إس 9 بلس بميزة «هامة» للترفيه وهي دعم سماعتين ستيريو أعلى وأسفل الهاتف، وقالت سامسونج أنها صنعت السماعتين بالتعاون مع شركة AKG مع دعم ميزة دولبي أتموس (Dolby Atoms) الذي يوفر للمستخدم صوتا محيطيا 360 درجة.

## المميزات
يدعم جالكسي إس 9 بلس خاصية تأمين الهاتف عبر ميزة التعرف على الوجه بالإضافة لماسح قزحية العين “بصمة العين”، وزودت سامسونج الهاتف بميزة جديدة تحمل اسم “Intelligent Scan”، وهي الميزة التي تستخدم التعرف على الوجه أو قزحية العين وفقا لظروف الإضاءة المحيطة، حيث واجه مستخدمي جالكسي S8 مشكلة عدم تعرف الهاتف على قزحية العين تحت أشعة الشمس وإلى حاجة ميزة التعرف على الوجه إلى إضاءة جيدة في محيط الهاتف لكي تعمل بشكل أفضل.
وحافظت سامسونج على ميزة مقاومة الماء والغبار في جالاكسي إس 9 بلس بمعيار IP68، الذي يمكن الهاتف من البقاء في عمق 1.5 متر داخل الماء لمدة 30 دقيقة، كما حافظت على وجود منفذ السماعات التقليدي بمعيار 3.5 ميليمتر، وفيما يبلغ سُمك الهاتف 8.5 ميليمتر، يبلغ وزنه 189 جرام، ويتوفر جالاكسي إس 9 بلس بمجموعة متنوعة من الألوان تشمل اللون الأرجواني واللون الأسود ولون التيتانيوم الرمادي والأزرق المرجاني.
ويتميز جالكسي إس 9 بلس بشاشة مصفوفة عضوية نشطة ذات صمام ثنائي باعث للضوء (Super Amoled) قياسها 6.2 بوصة بدقة منظومة العرض المرئي الموسع (+QHD) أو 2960×1440 بكسل بكثافة 529 بكسل لكل بوصة، وهي شاشة (Infinty) منحنية الجانبين تشغل معظم الجهة الأمامية للهاتف بنسبة طول إلى عرض 18.5:9، وهو ما يجعل الهاتف مناسبا للاستخدام بيد واحدة رغم كونه يحمل شاشة كبيرة،  والهاتف يدعم ميزة (Always-on display) التي توفر للمستخدم معلومات عن الوقت والتاريخ والتنبيهات ومستوى شحن البطارية على الشاشة دائما دون الحاجة لفتح الهاتف، هذا بالإضافة لدعم استخدام مقاطع الفيديو حتى 15 ثانية كخلفية للشاشة أي بشكل يشبه الصور المتحركة.
وزودت سامسونج هاتفها الذكي بمعالج كوالكوم سناب دراغون (Snapdragon 845)) ثماني النواة (أحدث وأقوى معالجات كوالكوم) أو معالج سامسونج أكسنيوس (Exynos 9810) ثماني النواة في أسواق الشرق الأوسط وأوروبا، وذلك مع وجود ذاكرة وصول عشوائي بسعة 6 جيجابايت، ويتوفر الهاتف بمساحة تخزين داخلية 64 أو 128 أو 256 جيجابايت مع دعم زيادة المساحة التخزينية من خلال بطاقات سكيور ديجيتال حتى 400 جيجابايت، ويدعم الهاتف تقنية واي فاي وتقنية بلوثوث 5.0 بالإضافة إلى دعم تقنية إن إف سي (NFC) ودعم شبكات الجيل الرابع (4G) وتشغيل بطاقة SIM “مزدوجة”، إلى جانب دعم ميزة Dual Audio التي تتيح توصيل جالكسي إس 9 بلس مع سماعتين بلوتوث في نفس الوقت، وزودت سامسونج الهاتف ببطارية قدرتها 3500 ميللي أمبير/ساعة تدعم ميزة الشحن اللاسلكي والشحن السريع سلكيا ولاسلكيا.
وزودت الشركة هاتفها أيضا كاميرتين خلفيتين، الرئيسية تحمل مستشعر Dual Pixel عالي السرعة بدقة 12 ميجابكسل مع وحدة معالجة وذاكرة مستقلة لتقليل الضوضاء في الصور، وتحاكي الكاميرا الرئيسية العين البشرية من خلال ميزة Dual Aperture التي تغير فتحة العدسة بين f/1.5 وf/2.4 وفقا لظروف الإضاءة المحيطة لضمان أفضل تجربة تصوير ممكنة، والكاميرا الأخرى Telephoto للتقريب البصري وتطبيق تأثير إطار العدسة في صور دقتها 12 ميجابكسل بفتحة عدسة f/2.4، أي أن الهاتف يحمل كاميرتين خلفيتين، إحداهما بفتحة عدسة متغيرة f/1.5 وf/2.4 والأخرى بفتحة عدسة f/2.4.
وتدعم الكاميرتين ميزة التثبيت البصري مع دعم التكبير البصري 2X والتكبير الرقمي حتى 10 أضعاف، هذا بالإضافة إلى دعم ميزة Live focus التي تطبق تأثير الإطار المحيطي الذي يجعل الخلفية ضبابية للتركيز على الوجه في الصور أو على شيء ما في الصورة، مع إمكانية تطبيق تأثيرات على الخلفية الضبابية من خلال مجموعة متنوعة من الفلاتر، هذا إلى جانب دعم تسجيل مقاطع فيديو بدقة فائقة 4K بمعدل 30 أو 60 إطار في الثانية الواحدة ودعم ميزة التركيز التلقائي والتعرف على الوجوه وميزة التصوير بالمدى الديناميكي العالي (HDR) وإمكانية تصوير مقاطع فيديو متسارعة وبالحركة البطيئة.

## الفرق
بين جالكسي إس 9 بلس وجالاكسي إس 9، عدة فروق بسيطة تكمن في حجم الشاشة وقدرة البطارية وسعة ذاكرة الوصول العشوائي RAM ووجود كاميرتين خلفيتين، حيث يحمل جالكسي S9+ شاشة فابلت أكبر قياسها 6.2 بوصة مقارنة مع شاشة قياسها 5.8 بوصة في جالكسي S9، كما أنه مزود ببطارية قدرتها 3500 ميللي أمبير/ساعة مقابل بطارية قدرتها 3000 ميللي أمبير في جالاكسي S9، وفيما يأتي جالكسي S9+ مزودا بـ RAM سعتها 6 جيجابايت، ويأتي جالكسي إس 9 مزودا بـ RAM سعتها 4 جيجابايت.
| المواصفات          | جالكسي إس 9                                                                | جالكسي إس 9+                                                               |
| ------------------ | -------------------------------------------------------------------------- | -------------------------------------------------------------------------- |
| قياس الشاشة        | 5.8 بوصة                                                                   | 6.2 بوصة                                                                   |
| دقة وأبعاد الشاشة  | 1440 18:9،5                                                                | 1440 18:9:5                                                                |
| الكاميرا الخلفية   | 12 MP                                                                      | 12 + 12 MP                                                                 |
| الكاميرا الأمامية  | 8MP                                                                        | 8MP                                                                        |
| الذاكرة الداخلية   | 64/128/256GB                                                               | 64/128/256GB                                                               |
| الذاكرة الخارجية   | مدعومة                                                                     | مدعومة                                                                     |
| الذاكرة العشوائية  | 4GB                                                                        | 6GB                                                                        |
| المعالج            | سناب دراغون 845 في أمريكا واليابان والصين أو أكسينوس 9810 لبقية دول العالم | سناب دراغون 845 في أمريكا واليابان والصين أو أكسينوس 9810 لبقية دول العالم |
| البطارية           | 3000mAh                                                                    | 3500mAh                                                                    |
| الشحن اللاسلكي     | مدعومة                                                                     | مدعومة                                                                     |
| الشحن السريع       | مدعومة بقدرة 15 واط                                                        | مدعومة بقدرة 15 واط                                                        |
| بصمة الإصبع        | خلفية                                                                      | خلفية                                                                      |
| بصمة الوجه         | مدعومة                                                                     | مدعومة                                                                     |
| أنيموجي            | مدعومة                                                                     | مدعومة                                                                     |
| معيار مقاومة الماء | IP68                                                                       | IP68                                                                       |
| النظام             | أندرويد أوريو                                                              | أندرويد أوريو                                                              |
| الألوان            | الأسود والأزرق والرمادي والذهبي                                            | الأسود والأزرق والرمادي والذهبي                                            |